# GENESIS (DIAURAのアルバム)
『GENESIS』（ジェネシス）は、日本のヴィジュアル系ロックバンド、DIAURAの1枚目のオリジナル・アルバム。2012年3月21日発売。

## 概要
- 勇（ドラム）を正式メンバーに迎え入れ、製作された。
- シングル曲「Imperial "CORE"」の他、99本限定で発売されていたデモテープ「an Insanity」も、本作にリレコーディングされ収録。
- アルバム曲「TERRORS」「Lost November」にはPVが製作されており、本作には「TERRORS」のPVを収録したDVDを付属。

## 収録内容
| 全作詞: yo-ka。 |                                     |       |        |
| #               | タイトル                            | 作詞  | 作曲   |
| 1.              | 「a genesis of the end」(SE)        | yo-ka | 佳衣   |
| 2.              | 「TERRORS」                         | yo-ka | 佳衣   |
| 3.              | 「Imperial Core」                   | yo-ka | 佳衣   |
| 4.              | 「二つの傷跡」                      | yo-ka | yo-ka  |
| 5.              | 「DEAR RULER」                      | yo-ka | yo-ka  |
| 6.              | 「禁示録」                          | yo-ka | 佳衣   |
| 7.              | 「アナザゲイト」                    | yo-ka | 佳衣   |
| 8.              | 「残月の灯」                        | yo-ka | 佳衣   |
| 9.              | 「Lost November」                   | yo-ka | yo-ka  |
| 10.             | 「an Insanity」(Re-recording Ver.)  | yo-ka | DIAURA |
| 11.             | 「EVER」                            | yo-ka | 佳衣   |
| 12.             | 「堕落と雨」(2ndプレス盤にのみ収録) | yo-ka | yo-ka  |

| #  | タイトル                 | 作詞 | 作曲・編曲 |
| -- | ------------------------ | ---- | ---------- |
| 1. | 「TERRORS」(Music Video) |      |            |

## 備考
- 「GENESIS クリスタルBOX」も、通販限定で同時発売された。内容は以下の通り。

1. 『GENESIS』
2. 「未発表新曲」収録CD
3. 「Lost November」MUSIC CLIP収録DVD
4. LIVE映像DVD(ダイジェスト版)
5. 「GENESIS」クリスタルBOX購入者限定Tシャツ
6. 撮り下ろし未公開フォト
7. ステッカー
8. ポストカード(メッセージサイン入り)
9. ボールペン
10. SPECIAL LIVE TICKET封入[3]

- 同年12月19日には、未発表新曲を追加し、ジャケットをリニューアルした2ndプレス盤が製作され、『DICTATOR』の2ndプレス盤と同時発売された。[4]